# Songlines Recordings
Songlines Recordings is een Canadees onafhankelijk platenlabel voor jazz-muziek, nieuwe muziek en wereldmuziek. Het label werd in 1992 opgericht door platenproducer Tony Reif en is gevestigd in Vancouver. De eerste release was een plaat van François Houle. Aanvankelijk richtte Reif zich op muzikanten in Vancouver en Seattle, daarna ook op muziek in New York en Europa. 
Artiesten die op het label uitkwamen zijn onder meer Babkas, Theo Bleckmann, Ben Monder, Marty Ehrlich en Ben Goldberg, Dave Douglas, Paul Plimley, Andy Laster, Rob Reddy, Chris Speed, Gebhard Ullmann, Han Bennink (met Dave Douglas), Jorrit Dijkstra (met Talking Pictures), Wayne Horvitz en Misha Mengelberg. Sommige muziek is alleen op SACD uitgekomen.